# Ghottab

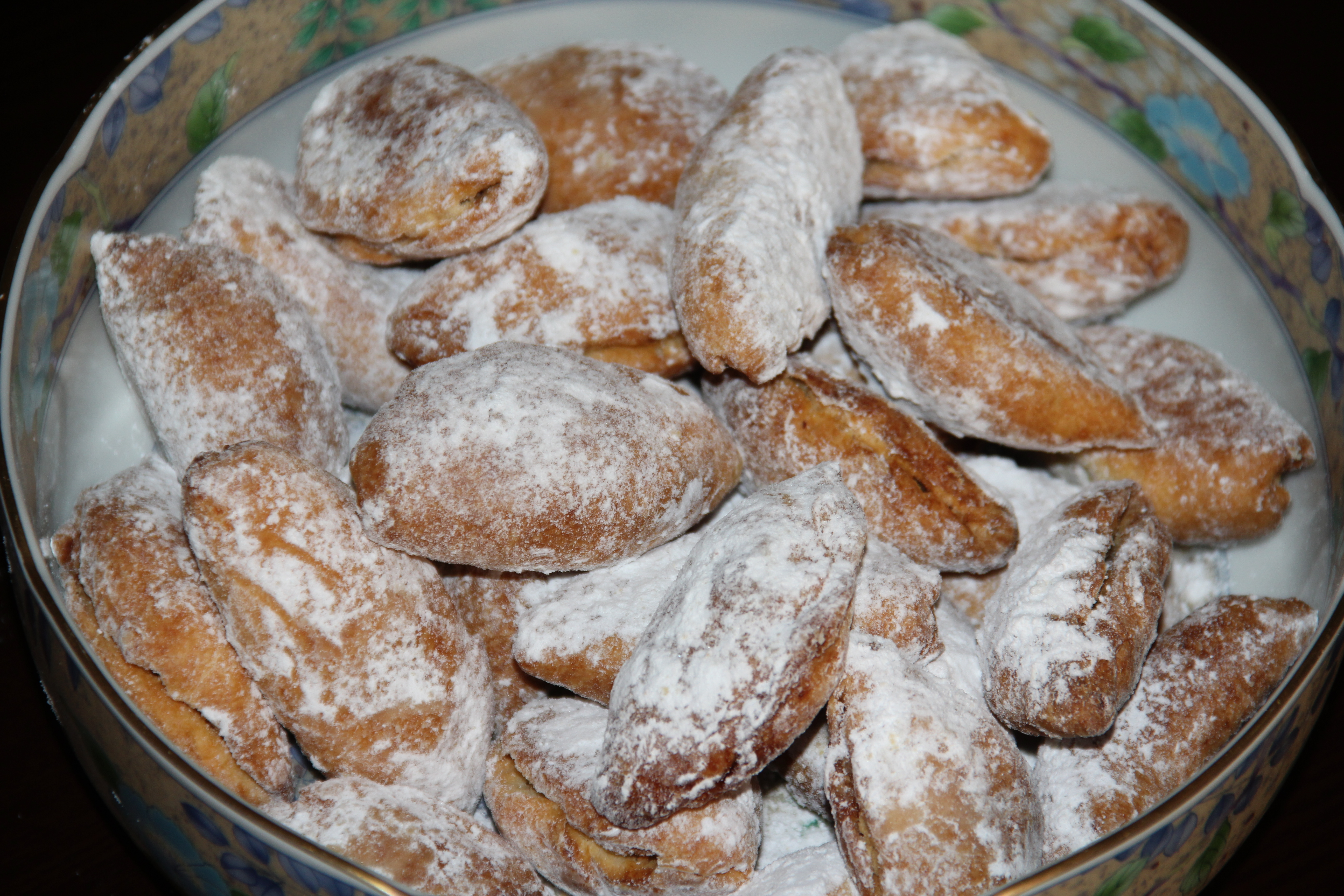
Naczynie pełne placuszków Ghottab

Ghottab lub ghotab (pers. قطاب, qoṭṭāb) – tradycyjne irańskie słodkie placuszki smażone na głębokim tłuszczu roślinnym, nadziewane migdałami. Do ich wyrobu używa się mąki, jaj kurzych, cukru, jogurtu i kardamonu.